# 奥斯陆第二协议

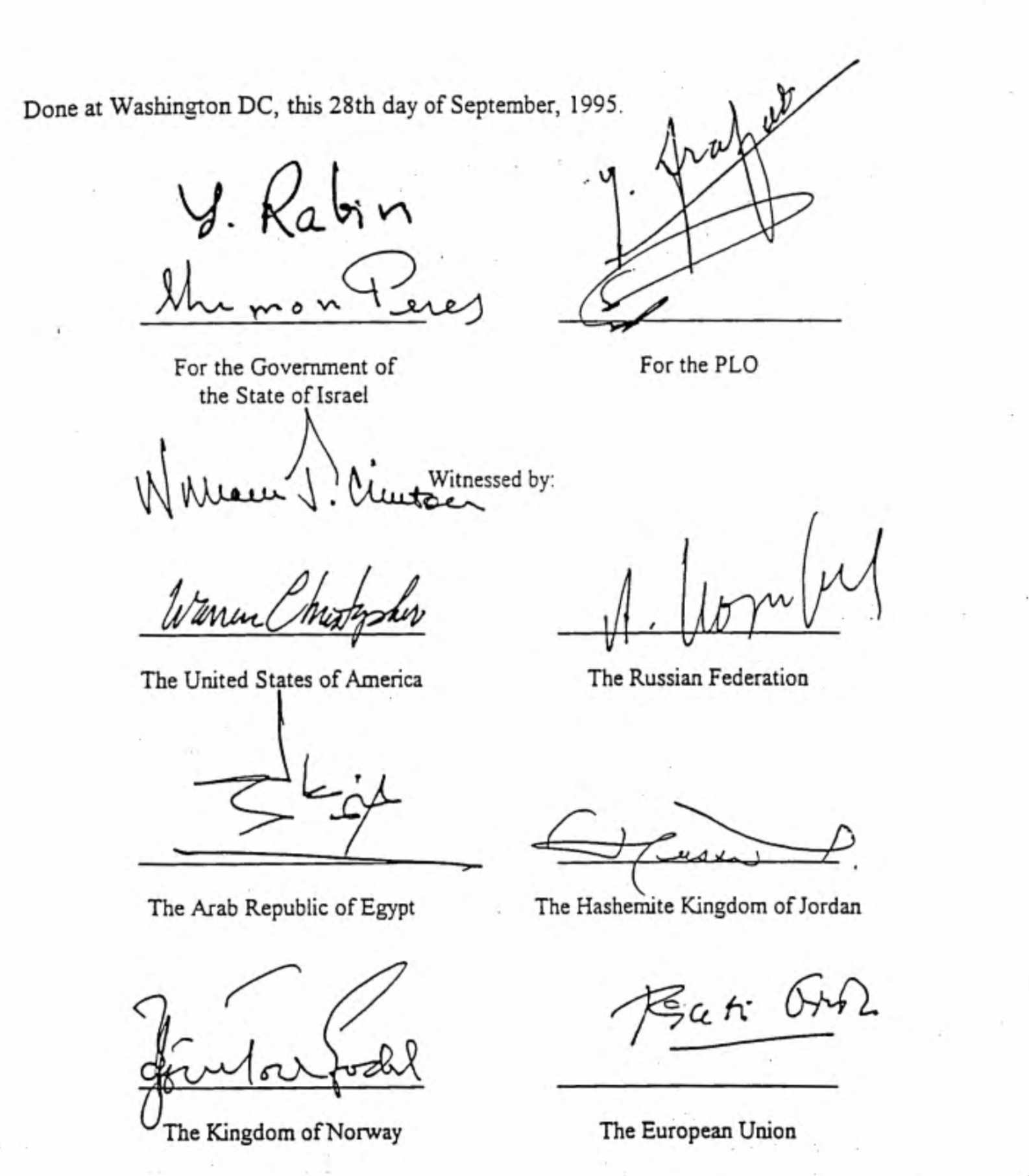
奧斯陸第二協議的簽名頁

奥斯陆第二协议又稱塔巴協議，是1995年9月24日以色列和巴解組織在埃及塔巴签署的一份協議，1995年9月28日雙方又在美國華盛頓特區再次確認了協議的內容。根據奥斯陆第二协议约旦河西岸將划分成A区、B区和C区，其中A区和B区由巴勒斯坦民族权力机构接管。以色列军队從約旦河西岸七座城市撤出，并释放数千名巴勒斯坦人。